# The Ninety and Nine
The Ninety and Nine er en amerikansk stumfilm fra 1922 af David Smith.

## Medvirkende
- Warner Baxter som Tom Silverton / Phil Bradbury
- Colleen Moore som Ruth Blake
- Lloyd Whitlock som Mark Leveridge
- Gertrude Astor som Kate Van Dyke
- Robert Dudley som Abner Blake
- Mary Young som Rachel
- Arthur Jasmine som Bud Bryson
- Ernest Butterworth som Reddy